# Damernas 5 000 meter i hastighetsåkning på skridskor vid olympiska vinterspelen 1988
Damernas 5 000 meter i skridskor vid de olympiska vinterspelen 1988 avgjordes den 28 februari 1988, i Olympic Oval. Loppet vanns av Yvonne van Gennip från Nederländerna.
25 deltagare från 15 nationer deltog i tävlingen.

## Rekord
Gällande världsrekord och olympiskt rekord före Vinter-OS 1988:
| Världsrekord     | Yvonne van Gennip (NED) | 7:20,36     | Heerenveen, Nederländerna | 20 mars 1987 |
| Olympiskt rekord | Inga rekord             | Inga rekord | Inga rekord               | Inga rekord  |

Följande nya världsrekord och olympiska rekord blev satta under tävlingen:
| Datum       | Idrottare         | Nation        | Tid     | OR | VR |
| ----------- | ----------------- | ------------- | ------- | -- | -- |
| 28 februari | Andrea Ehrig      | Östtyskland   | 7:17,12 | OR | VR |
| 28 februari | Yvonne van Gennip | Nederländerna | 7:14,13 | OR | VR |

## Medaljörer
| Gren        | Guld                            | Guld         | Silver                   | Silver  | Brons                  | Brons   |
| 5 000 meter | Yvonne van Gennip Nederländerna | 7.14,13 (VR) | Andrea Ehrig Östtyskland | 7.17,12 | Gabi Zange Östtyskland | 7.21,61 |

## Resultat
| Placering | Idrottare          | Nation        | Tid     | Tid bakom | Noteringar |
| --------- | ------------------ | ------------- | ------- | --------- | ---------- |
| 1         | Yvonne van Gennip  | Nederländerna | 7:14,13 | –         | (VR)       |
| 2         | Andrea Ehrig       | Östtyskland   | 7:17,12 | +2,99     |            |
| 3         | Gabi Zange         | Östtyskland   | 7:21,61 | +7,48     |            |
| 4         | Svetlana Bojko     | Sovjetunionen | 7:28,39 | +14,26    |            |
| 5         | Jelena Lapuga      | Sovjetunionen | 7:28,65 | +14,52    |            |
| 6         | Seiko Hashimoto    | Japan         | 7:34,43 | +20,30    |            |
| 7         | Gunda Kleemann     | Östtyskland   | 7:34,59 | +20,46    |            |
| 8         | Jasmin Krohn       | Sverige       | 7:36,56 | +22,43    |            |
| 9         | Han Chun-ok        | Nordkorea     | 7:36,81 | +22,68    |            |
| 10        | Jane Goldman       | USA           | 7:36,90 | +22,85    |            |
| 11        | Mary Docter        | USA           | 7:37,00 | +22,87    |            |
| 12        | Elena Belci        | Italien       | 7:37,23 | +23,10    |            |
| 13        | Marieke Stam       | Nederländerna | 7:38,02 | +23,89    |            |
| 14        | Ingrid Paul        | Nederländerna | 7:40,67 | +26,54    |            |
| 15        | Jelena Tumanova    | Sovjetunionen | 7:40,82 | +26,69    |            |
| 16        | Wang Xiaoyan       | Kina          | 7:46,30 | +32,17    |            |
| 17        | Kim Young-ok       | Sydkorea      | 7:46,51 | +32,38    |            |
| 18        | Natalie Grenier    | Kanada        | 7:46,96 | +32,83    |            |
| 19        | Natsue Seki        | Japan         | 7:47,43 | +33,30    |            |
| 20        | Ariane Loignon     | Kanada        | 7:49,55 | +35,42    |            |
| 21        | Erwina Ryś-Ferens  | Polen         | 7:50,43 | +36,60    |            |
| 22        | Nancy Swider-Peltz | USA           | 7:52,12 | +37,99    |            |
| 23        | Kathy Gordon       | Kanada        | 7:53,30 | +39,17    |            |
| 24        | Minna Nystedt      | Norge         | 7:54,11 | +39,98    |            |
| 25        | Stéphanie Dumont   | Frankrike     | 8:00,40 | +46,27    |            |